# 1565 en France
Chronologie de la France
- 1561
- 1562
- 1563
- 1564
- 1565
- 1566
- 1567
- 1568
- 1569

## Événements
- 20 décembre 1565-28 janvier : hiver très rude en France[1]. Le Rhône gèle près d’Arles. Gelées d’oliviers en Provence et en Languedoc[2].

- 1er janvier : la chancellerie royale applique la réforme du style plaçant le jour de l’an au 1er janvier, en vertu de l’article 39 de l’édit de Paris de janvier 1564 (dit édit de Roussillon) ; le Parlement de Paris, qui a refusé d’enregistrer l’article avec les autres le 22 décembre 1565, n’enregistre la mesure que le 23 juillet et ne l’applique que le 1er janvier 1567. Les Parlements de Toulouse et de Bordeaux l’appliquent respectivement les 10 janvier et 20 avril[3]

- 3 janvier : la Cour est à Béziers[4].
- 12 janvier : la Cour est à Carcassonne où elle reste dix jours, bloquée par la neige[4].
- 28 janvier : Charles IX est reçu au château de Ferrals où le baron de Malras lui offre un dîner fastueux[4].
- 31 janvier : la Cour est à Toulouse où elle réside jusqu’au 19 mars[4].

- 27 mars : la Sorbonne gagne son procès contre la Compagnie de Jésus intenté en octobre 1564[5]. Mais le 1er juillet, le Parlement de Paris refuse de prendre parti et l’enseignement des jésuites est toléré en France[6].

- 2 avril : entrée somptueuse de Charles IX à Bordeaux[4].
- 11 avril : Michel de L’Hospital, en présence du conseiller Michel de Montaigne, réprimande le parlement de Bordeaux qui se croit au-dessus de la loi et entretient des relations trop familières avec les marchands[7].

- 3 juin : entrée de Charles IX à Bayonne[4].
- 14 juin : entrevue de Bayonne[8]. Charles IX de France rencontre sa sœur, Élisabeth de Valois, épouse de Philippe II d’Espagne, accompagnée du duc d’Albe à Bayonne. Tous deux lui conseillent la fermeté.

- 16 août : la Cour est à Angoulême[4].

- 14 septembre : la Cour est à La Rochelle[4].
- 23 septembre : Michel de Montaigne épouse Françoise de La Chassaigne, la fille d’un conseiller au Parlement[9].

- 3 octobre : Arthus de Maillé-Brézé, seigneur de Brézé, accueille dans son château de Brézé, qu’il vient de faire reconstruire en style Renaissance, le roi Charles IX et Catherine de Médicis[4].

- 21 novembre : entrée de Charles IX à Tours[4].

- 18 décembre : la Cour est à Bourges[4].
- 22 décembre : la Cour est à Moulins, en Bourbonnais[4].

- Scipion Sardini achète un terrain pour construire un hôtel particulier, l’Hôtel Scipion, doté d’une aile Renaissance décorée de médaillons de terre cuite (au n°13 de l’actuelle rue Scipion)[10].

## Naissances en 1565
- x

## Décès en 1565
- x